# Párroco

Escudo de armas de párroco

Párroco proviene del lat. parŏchus, y este del gr. πάροχος, que deriva del verbo παρέχω (paréco, "yo suministro"), y se refería, en el ámbito civil, a la persona que, por encargo del Estado, proporcionaba comida y alojamiento a los funcionarios públicos de viaje. Más tarde, se conocía con este nombre a quien entregaba a la novia durante el ritual del matrimonio o himeneo.  Más tarde el término fue reinterpretado como parroquia, de la que se diferencia, aun así, en etimología.

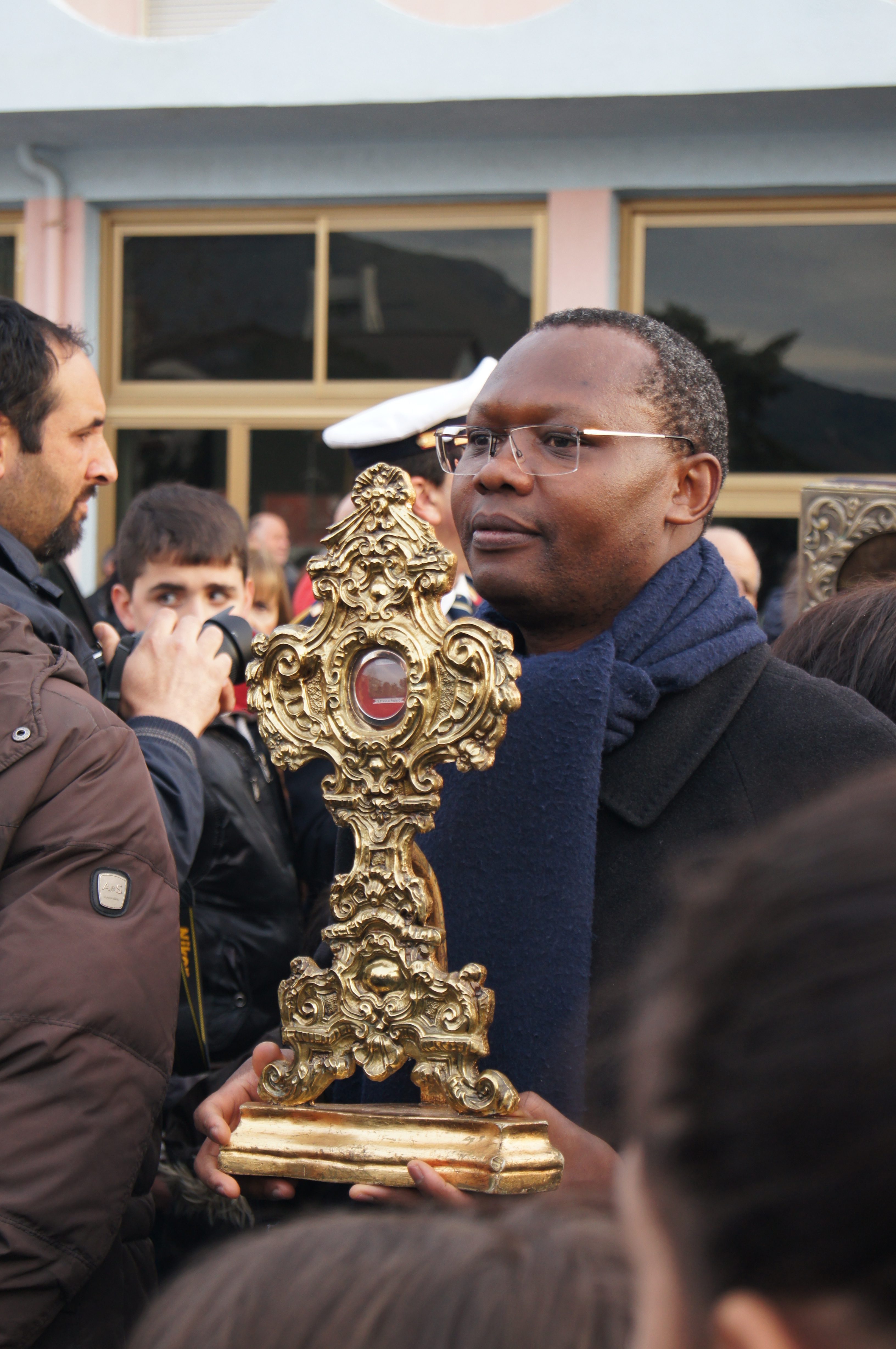
el párroco de Campora San Giovanni don Apollinaris Mashughuli Massawe

Dentro de la Iglesia católica, y según la definición del código de derecho canónico en el canon 519:

El párroco es el pastor propio de la parroquia que se le confía, y ejerce la cura pastoral de la comunidad que le está encomendada bajo la autoridad del Obispo diocesano en cuyo ministerio de Cristo ha sido llamado a participar, para que en esa misma comunidad cumpla las funciones de enseñar, santificar y regir, con la cooperación también de otros presbíteros o diáconos, para llevar el rebaño de los fieles laicos, conforme a la norma del derecho.

Su función principal es dirigir y administrar la iglesia en su parroquia.